# 최용채
최용채(崔龍彩, 1904년 6월 30일 ~ 1985년 2월 27일)는 대한민국의 독립운동가이다. 대한민국 정부는 2021년 최용채에게 대통령표창을 추서했다.

## 생애
1904년 6월 30일 전라남도 무안군(현 신안군) 하의면 대리에서 출생했다. 그는 1928년 1월 전남 무안 하의도에서 하의농민조합 집행위원 최용도 등의 지도를 받으며 덕전양행(德田洋行)의 소작료 인상에 항의하는 소작쟁의를 전개하다 박춘금(朴春琴)이 이끄는 상애회와 충돌했다. 이 일로 체포된 그는 1928년 10월 26일 광주지방법원에서 소요 혐의로 징역 6개월, 집행유예 3년을 선고받았다. 1985년 2월 27일에 사망했다.